# نت سندرز
نـَت سَندرس (انگلیسی: Nat Sanders؛ زادهٔ ۸ اوت ۱۹۸۰) تدوین‌گر اهل ایالات متحده آمریکا است.
از فیلم‌ها یا مجموعه‌های تلویزیونی که وی در آن‌ها نقش داشته است، می‌توان به بخش کوتاه‌مدت شماره ۱۲ و مهتاب اشاره نمود.